# Platanthera finetiana
Platanthera finetiana är en orkidéart som beskrevs av Rudolf Schlechter. Platanthera finetiana ingår i släktet nattvioler, och familjen orkidéer. IUCN kategoriserar arten globalt som sårbar. Inga underarter finns listade i Catalogue of Life.